# 박종훈 (바둑 기사)
박종훈(朴鐘勳, 2000년 1월 14일 ~ )은 대한민국의 바둑 기사이다. 

## 약력
충암바둑도장 출신으로 프로 입단 전에 2010년 이창호배 전국아마바둑대회 초등최강부 준우승을 차지했고, 금산인삼배 초등최강부에서 3위를 기록했다. 2014년 3회 영재입단대회를 통해 입단했으며, 제3기 하찬석국수배 영재바둑대회에 4강에 올랐다. 2016년 제4회 합천군 초청 하찬석 국수배 영재바둑대회에서 우승을 차지했고 2단으로 승단했다. 2017년 제5기 합천군 초청 하찬석국수배 영재바둑대회 4강과 2017 크라운해태배 본선 16강에 올랐다. 2018년 1월에 3단으로 승단한 이후 제6기 하찬석국수배 영재바둑대회 본선 20강에 진출했다. 2025년에 9단으로 승단했다.